# E94

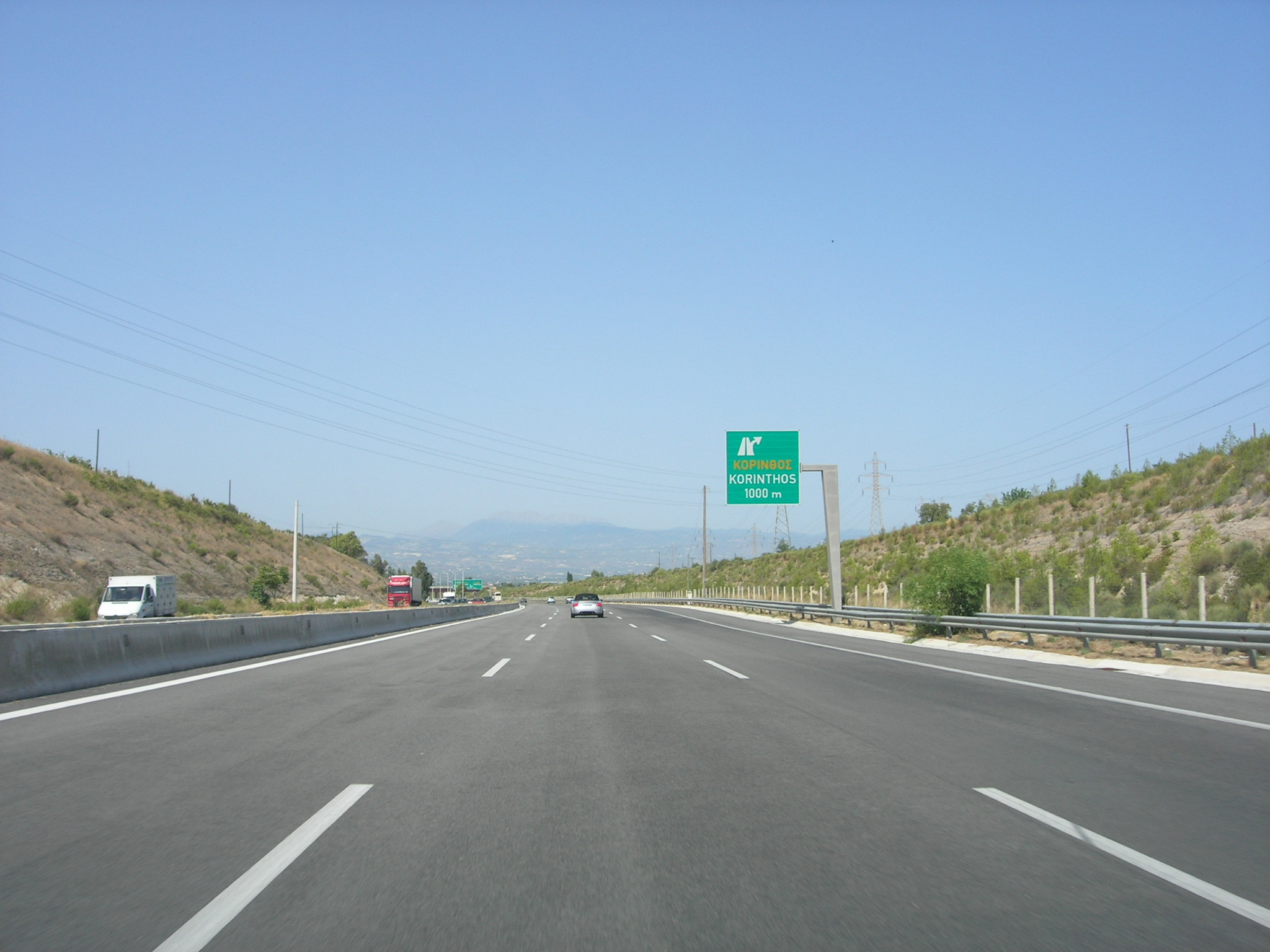
Ruta E94 sortida de Corint.

La ruta europea E94 és una carretera que forma part de la Xarxa de carreteres europees. Comença a Corint (Grècia) i finalitza a Atenes (Grècia). Té una longitud de 83 km. Té una orientació d'est a oest.